# Afrika-Cup 2010/Finalrunde
Spiele der Finalrunde des Afrika-Cups 2010:

## Viertelfinale

### Angola – Ghana 0:1 (0:1)
| Angola                                                          | Angola | Ghana | Ghana |
| --------------------------------------------------------------- | --- | --- | ----- |
| Angola                                                          | \| Viertelfinale \| \| 24. Januar 2010 um 17:00 Uhr in Luanda (Estádio 11 de Novembro) \| \| Zuschauer: 50.000 \| \| Schiedsrichter: Mohamed Benouza ( Algerien) \| | \| Viertelfinale \| \| 24. Januar 2010 um 17:00 Uhr in Luanda (Estádio 11 de Novembro) \| \| Zuschauer: 50.000 \| \| Schiedsrichter: Mohamed Benouza ( Algerien) \|                                                                                           | Ghana |
| Angola                                                          | Carlos – Rui Marques, Kali, Zuela (77. Enoque) – Djalma, Stélvio (57. Job), Mabiná, Chara, Gilberto (73. Zé Kalanga) – Flávio, Manucho Cheftrainer: Manuel José     | Richard Kingson – Samuel Inkoom, Isaac Vorsah, Lee Addy, Hans Sarpei – Emmanuel Agyemang Badu, Kwadwo Asamoah, Haminu Dramani (79. Eric Addo), André Ayew (90.+6’ Rahim Ayew) – Asamoah Gyan (62. Matthew Amoah), Opoku Agyemang Cheftrainer: Milovan Rajevac | Ghana |
| Angola                                                          | 0:1 Asamoah Gyan (16.) | | Ghana |
| Angola                                                          | Mabiná (33.) | André Ayew (2.), Matthew Amoah (78.), Opoku Agyemang (85.) | Ghana |
| Viertelfinale                                                   | | |       |
| 24. Januar 2010 um 17:00 Uhr in Luanda (Estádio 11 de Novembro) | | |       |
| Zuschauer: 50.000                                               | | |       |
| Schiedsrichter: Mohamed Benouza ( Algerien)                     | | |       |

### Elfenbeinküste – Algerien 2:3 n.V. (2:2, 1:1)
| Elfenbeinküste                                                       | Elfenbeinküste | Algerien | Algerien |
| -------------------------------------------------------------------- | --- | --- | -------- |
| Elfenbeinküste                                                       | \| Viertelfinale \| \| 24. Januar 2010 um 20:30 Uhr in Cabinda (Estádio Nacional de Chiazi) \| \| Zuschauer: 10.000 \| \| Schiedsrichter: Eddy Maillet ( Seychellen) \|                                                                             | \| Viertelfinale \| \| 24. Januar 2010 um 20:30 Uhr in Cabinda (Estádio Nacional de Chiazi) \| \| Zuschauer: 10.000 \| \| Schiedsrichter: Eddy Maillet ( Seychellen) \|                                                                                                | Algerien |
| Elfenbeinküste                                                       | Boubacar Barry – Guy Demel, Kolo Touré, Souleymane Bamba, Siaka Tiéné – Cheik Tioté (72. Emerse Faé), Didier Zokora (96. Aruna Dindane), Salomon Kalou (83. Abdul Kader Keïta), Yaya Touré – Gervinho, Didier Drogba Cheftrainer: Vahid Halilhodžić | Faouzi Chaouchi – Nadir Belhadj, Madjid Bougherra, Anthar Yahia (85. Slimane Raho), Rafik Halliche – Yazid Mansouri, Hassan Yebda, Karim Matmour, Mourad Meghni (91. Hameur Bouazza) – Karim Ziani (106. Djamel Abdoun), Abdelkader Ghezzal Cheftrainer: Rabah Saâdane | Algerien |
| Elfenbeinküste                                                       | 1:0 Salomon Kalou (4.) 2:1 Abdul Kader Keïta (89.) | 1:1 Karim Matmour (40.) 2:2 Madjid Bougherra (90.+2’) 2:3 Hameur Bouazza (90.+2') | Algerien |
| Elfenbeinküste                                                       | Yaya Touré (120.) | Madjid Bougherra (3.), Anthar Yahia (71.), Karim Matmour (105.+2’) | Algerien |
| Viertelfinale                                                        | | |          |
| 24. Januar 2010 um 20:30 Uhr in Cabinda (Estádio Nacional de Chiazi) | | |          |
| Zuschauer: 10.000                                                    | | |          |
| Schiedsrichter: Eddy Maillet ( Seychellen)                           | | |          |

### Ägypten – Kamerun 3:1 n.V. (1:1, 1:1)
| Ägypten                                                               | Ägypten | Kamerun | Kamerun |
| --------------------------------------------------------------------- | --- | --- | ------- |
| Ägypten                                                               | \| Viertelfinale \| \| 25. Januar 2010 um 17:00 Uhr in Benguela (Estádio Nacional de Ombaka) \| \| Zuschauer: 12.000 \| \| Schiedsrichter: Jerome Damon ( Südafrika) \|                                                                                    | \| Viertelfinale \| \| 25. Januar 2010 um 17:00 Uhr in Benguela (Estádio Nacional de Ombaka) \| \| Zuschauer: 12.000 \| \| Schiedsrichter: Jerome Damon ( Südafrika) \|                                                                                | Kamerun |
| Ägypten                                                               | Essam El-Hadary – Ahmed Al-Muhammadi, Wael Gomaa, Mahmoud Fathalla, Sayed Moawad – Ahmed Fathy, Hany Saïd, Ahmed Hassan (118. Mohamed Abdel-Shafy), Hosni Abd-Rabou (85. Hossam Ghaly) – Mohamed Zidan (67. Gedo), Emad Moteab Cheftrainer: Hassan Shehata | Idriss Carlos Kameni – Geremi Njitap (106. André Bikey), Nicolas N’Koulou, Aurélien Chedjou, Henri Bedimo – Alexandre Song, Georges Mandjeck, Eyong Enoh – Achille Emana (88. Pierre Webó), Mohamadou Idrissou, Samuel Eto’o Cheftrainer: Paul Le Guen | Kamerun |
| Ägypten                                                               | 1:1 Ahmed Hassan (37.) 2:1 Gedo (92.) 3:1 Ahmed Hassan (95.) | 0:1 Achille Emana (26.) | Kamerun |
| Ägypten                                                               | Hosni Abd-Rabou (19.), Ahmed Al-Muhammadi (40.), Wael Gomaa (40.), Sayed Moawad (101.), Mahmoud Fathalla (109.) | Geremi Njitap (41.), Georges Mandjeck (51.), Nicolas N’Koulou (57.) | Kamerun |
| Ägypten                                                               | Aurélien Chedjou (112., Notbremse) | | Kamerun |
| Ägypten                                                               | das 3:1 durch Ahmed Hassan war ein Phantomtor | | Kamerun |
| Viertelfinale                                                         | | |         |
| 25. Januar 2010 um 17:00 Uhr in Benguela (Estádio Nacional de Ombaka) | | |         |
| Zuschauer: 12.000                                                     | | |         |
| Schiedsrichter: Jerome Damon ( Südafrika)                             | | |         |

### Sambia – Nigeria 0:0 n.V., 4:5 i.E.
| Sambia                                                                  | Sambia | Nigeria | Nigeria |
| ----------------------------------------------------------------------- | --- | --- | ------- |
| Sambia                                                                  | \| Viertelfinale \| \| 25. Januar 2010 um 20:30 Uhr in Lubango (Estádio Nacional da Tundavala) \| \| Zuschauer: 10.000 \| \| Schiedsrichter: Essam Abd el-Fatah ( Ägypten) \|                                                                                              | \| Viertelfinale \| \| 25. Januar 2010 um 20:30 Uhr in Lubango (Estádio Nacional da Tundavala) \| \| Zuschauer: 10.000 \| \| Schiedsrichter: Essam Abd el-Fatah ( Ägypten) \|                                                                                             | Nigeria |
| Sambia                                                                  | Kennedy Mweene – Joseph Musonda, Stophira Sunzu, Hijani Himoonde, Emmanuel Mbola – Thomas Nyirenda, William Njovu (114. Clifford Mulenga), Chris Katongo, Felix Katongo (98. Noah Chivuta) – James Chamanga (68. Emmanuel Mayuka), Jacob Mulenga Cheftrainer: Hervé Renard | Vincent Enyeama – Mohammed Yusuf, Danny Shittu, Onyekachi Apam, Elderson Echiéjilé – Sani Kaita, Dickson Etuhu (62. Ayila Yussuf), Peter Odemwingie, John Obi Mikel, Chinedu Obasi (91. Victor Obinna) – Yakubu Aiyegbeni (70. Obafemi Martins) Cheftrainer: Shaibu Amodu | Nigeria |
| Sambia                                                                  | Elfmeterschießen | | Nigeria |
| Sambia                                                                  | 1:0 Noah Chivuta 2:1 Chris Katongo 3:2 Emmanuel Mayuka Vincent Enyeama hält gegen Thomas Nyirenda 4:4 Kennedy Mweene | 1:1 John Obi Mikel 2:2 Obafemi Martins 3:3 Victor Obinna 3:4 Peter Odemwingie 4:5 Vincent Enyeama | Nigeria |
| Sambia                                                                  | Felix Katongo (19.), Hichani Himonde (21.), Joseph Musonda (42.), Chris Katongo (78.) | | Nigeria |
| Sambia                                                                  | Onyekachi Apam (107.) | | Nigeria |
| Viertelfinale                                                           | | |         |
| 25. Januar 2010 um 20:30 Uhr in Lubango (Estádio Nacional da Tundavala) | | |         |
| Zuschauer: 10.000                                                       | | |         |
| Schiedsrichter: Essam Abd el-Fatah ( Ägypten)                           | | |         |

## Halbfinale

### Ghana – Nigeria 1:0 (1:0)
| Ghana                                                           | Ghana | Nigeria | Nigeria |
| --------------------------------------------------------------- | --- | --- | ------- |
| Ghana                                                           | \| Halbfinale \| \| 28. Januar 2010 um 17:00 Uhr in Luanda (Estádio 11 de Novembro) \| \| Zuschauer: 7.500 \| \| Schiedsrichter: Daniel Bennett ( Südafrika) \|                                                                                                | \| Halbfinale \| \| 28. Januar 2010 um 17:00 Uhr in Luanda (Estádio 11 de Novembro) \| \| Zuschauer: 7.500 \| \| Schiedsrichter: Daniel Bennett ( Südafrika) \| | Nigeria |
| Ghana                                                           | Richard Kingson – Samuel Inkoom, Isaac Vorsah, Lee Addy, Hans Sarpei (54. Rahim Ayew) – Emmanuel Agyemang Badu, Anthony Annan, André Ayew, Kwadwo Asamoah – Asamoah Gyan (84. Matthew Amoah), Opoku Agyemang (32. Haminu Dramani) Cheftrainer: Milovan Rajevac | Vincent Enyeama – Mohammed Yusuf (80. Chidi Odiah), Obinna Nwaneri, Danny Shittu, Elderson Echiéjilé – John Obi Mikel, Sani Kaita, Ayila Yussuf (67. Victor Obinna) – Peter Odemwingie (71. Yakubu Aiyegbeni), Chinedu Obasi, Obafemi Martins Cheftrainer: Shaibu Amodu | Nigeria |
| Ghana                                                           | 1:0 Asamoah Gyan (21.) | | Nigeria |
| Ghana                                                           | Haminu Dramani (44.), Anthony Annan (56.), Samuel Inkoom (85.), Richard Kingson (90.+2’) | Ayila Yussuf (37.) | Nigeria |
| Halbfinale                                                      | | |         |
| 28. Januar 2010 um 17:00 Uhr in Luanda (Estádio 11 de Novembro) | | |         |
| Zuschauer: 7.500                                                | | |         |
| Schiedsrichter: Daniel Bennett ( Südafrika)                     | | |         |

### Algerien – Ägypten 0:4 (0:1)
| Algerien                                                              | Algerien | Ägypten | Ägypten |
| --------------------------------------------------------------------- | --- | --- | ------- |
| Algerien                                                              | \| Halbfinale \| \| 28. Januar 2010 um 20:30 Uhr in Benguela (Estádio Nacional de Ombaka) \| \| Zuschauer: 30.000 \| \| Schiedsrichter: Coffi Codjia ( Benin) \| | \| Halbfinale \| \| 28. Januar 2010 um 20:30 Uhr in Benguela (Estádio Nacional de Ombaka) \| \| Zuschauer: 30.000 \| \| Schiedsrichter: Coffi Codjia ( Benin) \|                                                                                          | Ägypten |
| Algerien                                                              | Faouzi Chaouchi – Nadir Belhadj, Rafik Halliche, Madjid Bougherra, Anthar Yahia – Hassan Yebda, Yazid Mansouri, Mourad Meghni (67. Abdelkader Laïfaoui), Karim Ziani, Karim Matmour (75. Djamel Abdoun) – Abdelkader Ghezzal (89. Mohamed Lamine Zemmamouche) Cheftrainer: Rabah Saâdane | Essam El-Hadary – Ahmed Al-Muhammadi, Wael Gomaa, Mahmoud Fathalla (59. Gedo), Sayed Moawad (78. Mohamed Abdel-Shafy) – Ahmed Fathy, Hany Saïd, Ahmed Hassan, Hosni Abd-Rabou – Mohamed Zidan, Emad Moteab (52. Hossam Ghaly) Cheftrainer: Hassan Shehata | Ägypten |
| Algerien                                                              | 0:1 Hosni Abd-Rabou (39., Foulelfmeter) 0:2 Mohamed Zidan (65.) 0:3 Mohamed Abdel-Shafy (81.) 0:4 Gedo (90.+3’) | | Ägypten |
| Algerien                                                              | Mahmoud Fathalla (36.) | | Ägypten |
| Algerien                                                              | Rafik Halliche (38.), Faouzi Chaouchi (87.) | | Ägypten |
| Algerien                                                              | Nadir Belhadj (71., grobes Foulspiel) | | Ägypten |
| Halbfinale                                                            | | |         |
| 28. Januar 2010 um 20:30 Uhr in Benguela (Estádio Nacional de Ombaka) | | |         |
| Zuschauer: 30.000                                                     | | |         |
| Schiedsrichter: Coffi Codjia ( Benin)                                 | | |         |

## Spiel um Platz 3

### Nigeria – Algerien 1:0 (0:0)
| Nigeria                                                               | Nigeria | Algerien | Algerien |
| --------------------------------------------------------------------- | --- | --- | -------- |
| Nigeria                                                               | \| Spiel um Platz 3 \| \| 30. Januar 2010 um 17:00 Uhr in Benguela (Estádio Nacional de Ombaka) \| \| Zuschauer: 12.000 \| \| Schiedsrichter: Badara Diatta ( Senegal) \|                                                                                 | \| Spiel um Platz 3 \| \| 30. Januar 2010 um 17:00 Uhr in Benguela (Estádio Nacional de Ombaka) \| \| Zuschauer: 12.000 \| \| Schiedsrichter: Badara Diatta ( Senegal) \| | Algerien |
| Nigeria                                                               | Vincent Enyeama – Chidi Odiah, Onyekachi Apam, Danny Shittu, Taye Taiwo – Seyi Olofinjana, Sani Kaita, Nwankwo Kanu (78. John Obi Mikel) – Victor Obinna, Chinedu Obasi (81. Peter Odemwingie), Kalu Uche (65. Obafemi Martins) Cheftrainer: Shaibu Amodu | Mohamed Lamine Zemmamouche – Slimane Raho, Madjid Bougherra, Samir Zaoui, Réda Babouche – Yazid Mansouri, Hassan Yebda, Hameur Bouazza (58. Djamel Abdoun), Mourad Meghni (59. Abdelmalek Ziaya), Karim Ziani – Abdelkader Ghezzal (85. Rafik Saïfi) Cheftrainer: Rabah Saâdane | Algerien |
| Nigeria                                                               | 1:0 Victor Obinna (55.) | | Algerien |
| Nigeria                                                               | Samir Zaoui (50.) | | Algerien |
| Spiel um Platz 3                                                      | | |          |
| 30. Januar 2010 um 17:00 Uhr in Benguela (Estádio Nacional de Ombaka) | | |          |
| Zuschauer: 12.000                                                     | | |          |
| Schiedsrichter: Badara Diatta ( Senegal)                              | | |          |

## Finale

### Ghana – Ägypten 0:1 (0:0)
| Ghana                                                           | Ghana | Ägypten | Ägypten |
| --------------------------------------------------------------- | --- | --- | ------- |
| Ghana                                                           | \| Finale \| \| 31. Januar 2010 um 17:00 Uhr in Luanda (Estádio 11 de Novembro) \| \| Zuschauer: 45.000 \| \| Schiedsrichter: Koman Coulibaly ( Mali) \|                                                                                   | \| Finale \| \| 31. Januar 2010 um 17:00 Uhr in Luanda (Estádio 11 de Novembro) \| \| Zuschauer: 45.000 \| \| Schiedsrichter: Koman Coulibaly ( Mali) \|                                                                                                | Ägypten |
| Ghana                                                           | Richard Kingson – Samuel Inkoom, Isaac Vorsah, Lee Addy, Hans Sarpei – Emmanuel Agyemang Badu, Anthony Annan, André Ayew, Kwadwo Asamoah – Asamoah Gyan (87. Dominic Adiyiah), Opoku Agyemang (89. Eric Addo) Cheftrainer: Milovan Rajevac | Essam El-Hadary – Ahmed Al-Muhammadi, Wael Gomaa, Ahmed Fathy (90. Moatasem Salem), Sayed Moawad (57. Mohamed Abdel-Shafy) – Hany Saïd, Hossam Ghaly, Ahmed Hassan, Hosni Abd-Rabou – Emad Moteab (70. Gedo), Mohamed Zidan Cheftrainer: Hassan Shehata | Ägypten |
| Ghana                                                           | 0:1 Gedo (85.) | | Ägypten |
| Ghana                                                           | Opoku Agyemang (47.) | Sayed Moawad (48.), Ahmed Al-Muhammadi (52.), Hossam Ghaly (60.) | Ägypten |
| Finale                                                          | | |         |
| 31. Januar 2010 um 17:00 Uhr in Luanda (Estádio 11 de Novembro) | | |         |
| Zuschauer: 45.000                                               | | |         |
| Schiedsrichter: Koman Coulibaly ( Mali)                         | | |         |